# Sebastián Pagador (Freiheitskämpfer)
Sebastián Pagador († 13. Februar 1781 in Oruro) war ein Freiheitskämpfer im Aufstand der indigenen bäuerlichen Bevölkerung in Oberperu (Alto Perú), dem heutigen Bolivien, gegen die Spanier im Jahr 1781. Die Provinz Sebastián Pagador trägt heute seinen Namen, um seinen Freiheitskampf zu ehren.

## Geschichte
Die indigene Volkserhebung vom 10. Februar 1781 im damaligen Villa de San Felipe de Austria, dem heutigen Oruro, stand unter der Führung von Túpac Amaru und Túpac Katari. Villa de San Felipe de Austria war ein wichtiges Minenzentrum für die Produktion von Silber, Zinn, Blei und Antimon, das wesentlich zum Reichtum der spanischen Kolonialherren beitrug. Sebastián Pagador, ein Unteroffizier in der spanischen Armee, war einer der aktivsten Unterstützer der Aufständischen und organisierte mit seinem Verband der kreolischen Mestizen den Aufstand gegen den spanischen Corregidor (deutsch: Amtmann) von Oruro, Ramón de Urrutia.
Sebastián Pagador wird der folgende Kampfaufruf an die Aufständischen zugeschrieben:
„Amigos, paisanos y compañeros: estad ciertos que se intenta la más aleve traición contra nosotros por los chapetones, esta noticia acaba de comunicárseme por mi hija. En ninguna ocasión podemos mejor dar evidentes pruebas de nuestro amor a la patria, sino en ésta. No estimemos en nada nuestras vidas, sacrifiquémoslas, gustosos en defensa de la libertad, convirtiendo toda la humanidad y rendimiento, que hemos tenido con los españoles europeos, en ira y furor y acabemos de una vez con esta maldita raza.“
„Freunde, Landsleute und Kameraden: seid sicher, dass die Chapetones (die europäischen Zuwanderer) hinterlistigsten Verrat beabsichtigen gegen uns, diese Nachricht hat mir gerade meine Tochter übermittelt. Bei keiner anderen Gelegenheit können wir unsere Liebe zum Vaterland besser unter Beweis stellen als bei dieser. Schätzen wir nicht unser Leben, sondern opfern wir es bereitwillig, in Verteidigung der Freiheit, und verwandeln wir die ganze Menschheit und den Nutzen, den wir durch die europäischen Spanier hatten, in Zorn und Aufruhr, und machen wir zu guter Letzt Schluss mit dieser verfluchten Rasse.“
In den Tagen nach der Flucht von Ramón de Urrutia begannen die Aufständischen, die spanischen Besitztümer zu überfallen und zu plündern. Als sich Pagador den Plünderern entgegenstellte, offensichtlich um den königlichen Schatz zu verteidigen, wurde einer der indigenen Angreifer von ihm getötet. Pagador wurde daraufhin von den Bauern und Indigenen als Verräter beschimpft und gelyncht. Mit seinem Tod brach der Aufstand zusammen und die Spanier eroberten die Macht in Oruro zurück.